# Gnumeric
 (septembre 2012).

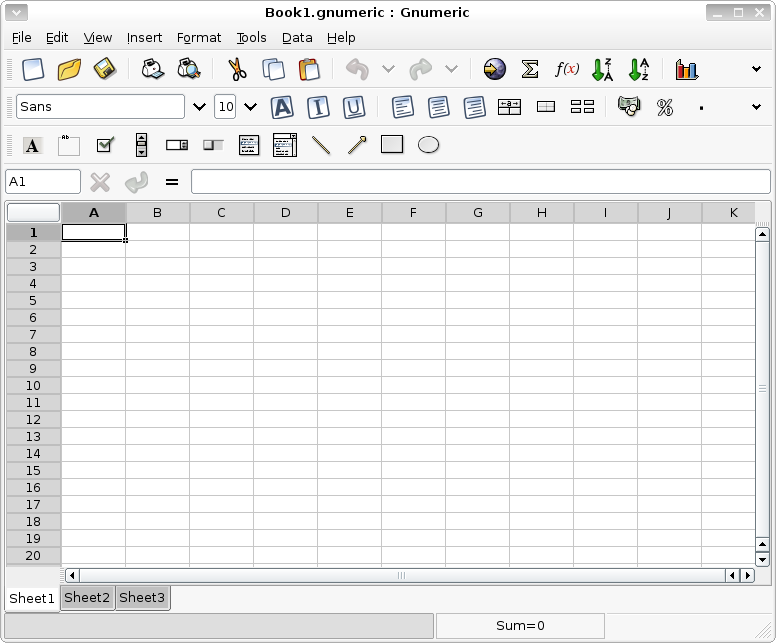
Interface en anglais de Gnumeric 1.6.

Gnumeric est un tableur libre sous licence GNU GPL compatible avec les fichiers .xls produits avec Excel ou .ods de l'OpenDocument (utilisé notamment par LibreOffice) ou d'autres applications. L'interface et les raccourcis de Gnumeric sont similaires à ceux d'Excel.
Gnumeric fait partie du projet GNOME et a été développé avec Glade.

## Interface
Au démarrage, Gnumeric affiche une interface utilisateur standard :
- une fenêtre avec des barres de menus;
- un grand rectangle quadrillé, composé de rangées et de colonnes: les rangées (ou lignes) sont numérotées tandis que les colonnes sont repérées par les lettres de l’alphabet A, B, C, etc.

L’intersection d’une rangée et d’une colonne est appelée une cellule.

## Formules
Les formules peuvent contenir des nombres, opérations numériques et des références à d'autres cellules.
Par exemple, SUM permet de faire des additions et AVERAGE calcule des moyennes.

## Cellules
Les cellules sont des cases localisées par une lettre et un nombre. Elles peuvent contenir des nombres, des chaînes de caractères, des formules (comme une addition ou une multiplication) ou une référence à une autre cellule.

## Commodités
- Les menus sont détachables
- Permet le copier-coller à la souris ou au clavier
- Les actions peuvent être annulées